# جون بورتون (رجل أعمال)
جون بورتون (بالإنجليزية: Jon Burton)‏ هو شخصية أعمال بريطاني، ولد في 1969 في ونشستر في المملكة المتحدة.

## وصلات خارجية
- جون بورتون على موقع IMDb (الإنجليزية)
- جون بورتون على موقع ميوزك برينز (الإنجليزية)
- جون بورتون على موقع قاعدة بيانات الفيلم (الإنجليزية)